# 아이디얼 노름
대수적 수론에서 아이디얼 노름(영어: ideal norm)은 임의의 분수 아이디얼에 대하여 정의되는, 체 노름의 일반화이다.

## 정의
다음과 같은 데이터가 주어졌다고 하자.
- 데데킨트 정역 {\displaystyle R}
- {\displaystyle R}의 분수체 {\displaystyle K=\operatorname {Frac} R}의 유한 분해 가능 확대 {\displaystyle L/K}

그렇다면, 크룰-아키즈키 정리에 의하여 {\displaystyle R}의 {\displaystyle L} 속의 정수적 폐포 {\displaystyle R\subseteq S\subseteq K} 역시 데데킨트 정역을 이룬다.
그렇다면, 상대 아이디얼 노름(영어: relative ideal norm)은 다음과 같은 꼴의 모노이드 준동형이다.
{\displaystyle \operatorname {N} _{S/R}\colon \operatorname {FracIdeal} (S)\to \operatorname {FracIdeal} (R)}
여기서 {\displaystyle \operatorname {FracIdeal} (-)}은 (영 아이디얼을 포함하는) 모든 분수 아이디얼들로 구성된 곱셈 모노이드이다.
이는 상대 아이디얼 노름이 만족시키는 성질들로부터 공리적으로 정의할 수 있으며, 체 노름을 사용하여 구체적으로도 정의할 수 있다.

### 공리적 정의
상대 아이디얼 노름 {\displaystyle \operatorname {N} _{S/R}\colon \operatorname {FracIdeal} (S)\to \operatorname {FracIdeal} (R)}은 다음 두 조건을 만족시키는 유일한 모노이드 준동형이다.:Proposition 1.5.14
- {\displaystyle \operatorname {N} _{S/R}((0)_{S})=(0)_{R}}. 여기서 {\displaystyle (0)}은 영 아이디얼이다.
- 임의의 영 아이디얼이 아닌 소 아이디얼 {\displaystyle {\mathfrak {q}}\subseteq S} 및 {\displaystyle {\mathfrak {p}}\subseteq R}에 대하여, 만약 {\displaystyle {\mathfrak {q}}\mid {\mathfrak {p}}}라면,
{\displaystyle \operatorname {N} _{S/R}({\mathfrak {q}})={\mathfrak {p}}^{[S/{\mathfrak {q}}:R/{\mathfrak {p}}]}}

여기서 {\displaystyle [S/{\mathfrak {q}}:R/{\mathfrak {p}}]}는 (덧셈군으로서) 부분군의 지표를 뜻한다.
여기서 {\displaystyle {\mathfrak {q}}\mid {\mathfrak {p}}}라는 것은 분기화에 대하여 {\displaystyle {\mathfrak {q}}}가 {\displaystyle {\mathfrak {p}}} 위에 있다는 것을 뜻한다. 즉, {\displaystyle {\mathfrak {p}}}를 {\displaystyle S}에서 소인수 분해하면 {\displaystyle {\mathfrak {q}}}는 그 소인수 가운데 하나이다.

### 체 노름을 통한 정의
아이디얼 노름은 체 노름을 통해서도 정의할 수 있다.:Proposition I.8.2:25, §4 분수 아이디얼 {\displaystyle {\mathfrak {A}}\in \operatorname {FracIdeal} S}의 아이디얼 노름 {\displaystyle \operatorname {N} _{S/R}({\mathfrak {A}})\in \operatorname {FracIdeal} R}은 다음과 같은 분수 아이디얼이다.
{\displaystyle \operatorname {N} _{S/R}({\mathfrak {A}})=\{r_{1}\operatorname {N} _{L/K}(a_{1})+r_{2}\operatorname {N} _{L/K}(a_{1})+\cdots +r_{n}\operatorname {N} _{L/K}(a_{n})\colon n\in \mathbb {N} ,\;a_{1},\dots ,a_{n}\in {\mathfrak {A}},\;r_{1},\dots ,r_{n}\in R\}\in \operatorname {FracIdeal} (R)}
즉, {\displaystyle \operatorname {N} _{L/K}} 아래 {\displaystyle {\mathfrak {A}}}의 상으로 생성되는 분수 아이디얼이다. 여기서 {\displaystyle \operatorname {N} _{L/K}}는 체의 확대 {\displaystyle L/K}에 대한 체 노름이다.

### 절대 아이디얼 노름
대수적 수체 {\displaystyle L/\mathbb {Q} }이 주어졌을 때, {\displaystyle K=\mathbb {Q} }, {\displaystyle S={\mathcal {O}}_{L}}, {\displaystyle R=\mathbb {Z} }로 놓으면 위 조건이 성립한다. 이 경우, ({\displaystyle \mathbb {Z} }는 주 아이디얼 정역이므로) {\displaystyle \operatorname {FracIdeal} (\mathbb {Z} )}은 음이 아닌 유리수의 곱셈 모노이드 {\displaystyle \mathbb {Q} _{\geq 0}}로 여길 수 있다. 따라서 아이디얼 노름은 모노이드 준동형
{\displaystyle \operatorname {N} _{{\mathcal {O}}_{L}/\mathbb {Z} }\colon \operatorname {FracIdeal} ({\mathcal {O}}_{L})\to \mathbb {Q} _{\geq 0}}
을 정의하며, 절대 아이디얼 노름이라고 한다.
절대 아이디얼 노름은 다음과 같이 직접적으로 정의할 수 있다. 대수적 수체 {\displaystyle L/\mathbb {Q} }의 대수적 정수환 {\displaystyle {\mathcal {O}}_{L}}의 아이디얼 {\displaystyle {\mathfrak {a}}}의 절대 아이디얼 노름은 다음과 같다.:34, §I.6
{\displaystyle \operatorname {N} _{L}({\mathfrak {a}})={\begin{cases}|{\mathcal {O}}_{L}/{\mathfrak {a}}|\\0&{\mathfrak {a}}=(0)\end{cases}}}
즉, 만약 {\displaystyle {\mathfrak {a}}}가 영 아이디얼이 아니라면 몫환 {\displaystyle {\mathcal {O}}_{L}/{\mathfrak {a}}}의 집합의 크기이다. 이는 곱셈 연산을 보존하므로, 다음과 같은 모노이드 준동형을 이룬다.
{\displaystyle \operatorname {N} _{{\mathcal {O}}_{L}/\mathbb {Z} }\colon \operatorname {Ideal} ({\mathcal {O}}_{L})\to \mathbb {N} }
{\displaystyle \operatorname {N} _{{\mathcal {O}}_{L}/\mathbb {Z} }({\mathfrak {a}}{\mathfrak {b}})=\operatorname {N} _{L}({\mathfrak {a}})\operatorname {N} _{K}({\mathfrak {b}})}
{\displaystyle \operatorname {N} _{{\mathcal {O}}_{L}/\mathbb {Z} }({\mathcal {O}}_{L})=1}
여기서 {\displaystyle \operatorname {Ideal} ({\mathcal {O}}_{L})}은 {\displaystyle {\mathcal {O}}_{L}}의 아이디얼들의 곱셈 모노이드이며, {\displaystyle \mathbb {N} }은 자연수(음이 아닌 정수)들의 곱셈 모노이드이다.
보다 일반적으로, {\displaystyle {\mathcal {O}}_{L}}-아이디얼의 절대 아이디얼 노름은 {\displaystyle {\mathcal {O}}_{L}}-분수 아이디얼로 다음과 같이 일반화할 수 있다.
{\displaystyle \operatorname {N} _{L}({\mathfrak {a}}/b)=\operatorname {N} _{L}(\operatorname {a} )/\operatorname {N} _{L}((b))\qquad \left({\mathfrak {a}}/b\in \operatorname {FracIdeal} ({\mathcal {O}}_{L}),\;b\in {\mathcal {O}}_{L}\right)}
(여기서 {\displaystyle (b)}는 {\displaystyle b}로 생성되는 주 아이디얼이다.) 이는 다음과 같은 모노이드 준동형을 이룬다.
{\displaystyle \operatorname {N} _{L}\colon \operatorname {FracIdeal} ({\mathcal {O}}_{L})\to \mathbb {Q} _{\geq 0}}
여기서
- {\displaystyle \operatorname {FracIdeal} ({\mathcal {O}}_{L})}은 (영 분수 아이디얼을 포함하는) {\displaystyle {\mathcal {O}}_{L}}의 분수 아이디얼들의 곱셈 모노이드이다.
- {\displaystyle \mathbb {Q} _{\geq 0}}는 음이 아닌 유리수들의 곱셈 모노이드이다.

### 아라켈로프 인자의 아이디얼 노름
대수적 수체 {\displaystyle L}의 무한 또는 유한 자리 {\displaystyle {\mathfrak {q}}\mid {\mathfrak {p}}} ({\displaystyle {\mathfrak {p}}\in \{2,3,5,7,\dots ,\infty \}})에 대하여 다음을 정의하자.
- {\displaystyle \kappa ({\mathfrak {q}})}는 값매김환 {\displaystyle {\mathcal {O}}_{L_{\mathfrak {q}}}}의 잉여류체이다. (만약 {\displaystyle {\mathfrak {q}}}가 무한 위치라면 {\displaystyle {\mathcal {O}}_{L_{\mathfrak {q}}}=L_{\mathfrak {q}}}이다.) 마찬가지로 {\displaystyle \kappa ({\mathfrak {p}})}는 값매김환 {\displaystyle {\mathcal {O}}_{K_{\mathcal {p}}}}의 잉여류체이다.
- {\displaystyle f_{\mathfrak {p}}=[\kappa ({\mathfrak {q}}):\kappa ({\mathfrak {p}})]}는 분기화 {\displaystyle S/R}에 대한 {\displaystyle {\mathfrak {q}}}의 관성 차수이다.

그렇다면 다음을 정의할 수 있다.
{\displaystyle \operatorname {N} ({\mathfrak {q}})={\begin{cases}{\mathfrak {q}}^{\nu ({\mathfrak {q}})}&{\mathfrak {q}}\nmid \infty \\\mathrm {e} ^{\nu ({\mathfrak {q}})}&{\mathfrak {q}}\mid \infty \end{cases}}}
그렇다면 임의의 아라켈로프 인자
{\displaystyle {\mathfrak {A}}=\prod _{\mathfrak {q}}{\mathfrak {q}}^{\nu ({\mathfrak {q}})}\qquad \nu ({\mathfrak {q}})\in {\begin{cases}\mathbb {Z} &{\mathfrak {q}}\nmid \infty \\\mathbb {R} &{\mathfrak {q}}\mid \infty \end{cases}}}
의 아이디얼 노름은 다음과 같다.:186, Definition III.1.5
{\displaystyle \operatorname {N} ({\mathfrak {A}})=\prod _{\mathfrak {q}}\operatorname {N} ({\mathfrak {q}})^{\nu ({\mathfrak {q}})}\in \mathbb {R} ^{+}}
이는 아라켈로프 인자들의 아벨 군에서 양의 실수의 곱셈군 {\displaystyle \mathbb {R} ^{+}}으로 가는 군 준동형을 정의한다.

### 이델 노름
보다 일반적으로, 두 대역체 사이의 확대 {\displaystyle L/K}가 주어졌을 때, 그 이델 군 사이의 다음과 같은 상대 이델 노름(영어: relative idèle norm)이 존재한다.
{\displaystyle \operatorname {N} _{L/K}\colon \mathbb {A} _{L}^{\times }\to \mathbb {A} _{K}^{\times }}
{\displaystyle \operatorname {N} _{L/K}\colon (a_{\mathfrak {q}})_{{\mathfrak {q}}\in \operatorname {Places} L}\mapsto \prod _{{\mathfrak {q}}\mid {\mathfrak {p}}}\operatorname {N} _{L_{\mathfrak {q}}/K_{\mathfrak {p}}}(a_{\mathfrak {q}})}
여기서
- {\displaystyle \textstyle \prod _{{\mathfrak {q}}\mid {\mathfrak {p}}}}는 {\displaystyle K}의 모든 자리 {\displaystyle {\mathfrak {p}}} 및 {\displaystyle {\mathfrak {p}}}가 분기화하는 모든 {\displaystyle L}의 자리 {\displaystyle {\mathfrak {q}}}들에 대한 곱이다.
- {\displaystyle \operatorname {N} _{L_{\mathfrak {q}}/K_{\mathfrak {p}}}}는 완비체의 확대 {\displaystyle L_{\mathfrak {q}}/K_{\mathfrak {p}}}에 대한 체 노름이다.

이는 연속 함수이며 군 준동형을 이룬다. {\displaystyle a\in L^{\times }}에 의하여 정의되는 주 이델 {\displaystyle (a)\in \mathbb {A} _{L}^{\times }}의 상은 {\displaystyle K}의 주 이델이므로, 이는 이델 유군 사이의 연속 군 준동형
{\displaystyle C_{L}\to C_{K}}
을 정의한다.
마찬가지로, 다음과 같은, 양의 실수 값의 절대 이델 노름(영어: absolute idèle norm)이 존재한다.
{\displaystyle \operatorname {N} _{K}\colon \mathbb {A} _{K}^{\times }\to \mathbb {R} ^{+}}
{\displaystyle \operatorname {N} _{K}\colon (a_{\mathfrak {q}})_{{\mathfrak {q}}\in \operatorname {Places} K}\mapsto \prod _{\mathfrak {p}}|a|_{\mathfrak {p}}}
이는 연속 함수이며 군 준동형을 이룬다. {\displaystyle a\in K^{\times }}에 의하여 생성되는 주 이델 {\displaystyle (a)\in \mathbb {A} _{K}^{\times }}의 절대 이델 노름은 항상 1이다.:185, Proposition III.1.3 따라서 이는 이델 유군을 정의역으로 하는 연속 군 준동형
{\displaystyle C_{K}\to \mathbb {R} ^{+}}
을 정의한다.

## 성질

### 체 노름과의 관계
임의의 대수적 수체의 대수적 정수환 {\displaystyle {\mathcal {O}}_{L}}에서, 주 아이디얼의 절대 아이디얼 노름은 체 노름 {\displaystyle \operatorname {N} _{K/\mathbb {Q} }}의 절댓값이다. 보다 일반적으로, {\displaystyle L=\operatorname {Frac} {\mathcal {O}}_{L}}의 임의의 원소의 주 분수 아이디얼 {\displaystyle (a{\mathcal {O}}_{L})}의 절대 아이디얼 노름은 체 노름의 절댓값이다.
{\displaystyle \operatorname {N} _{{\mathcal {O}}_{L}/\mathbb {Z} }(a{\mathcal {O}}_{L})=|\operatorname {N} _{K/\mathbb {Q} }(a)|\qquad (a\in K)}
그러나 아이디얼 노름은 체 노름과 달리 부호를 기억하지 않는다.

### 복소수 자리의 수
임의의 대수적 수체 {\displaystyle L/\mathbb {Q} }에 대하여, {\displaystyle L}의 복소수 자리의 수(즉, 환 준동형 집합 {\displaystyle \hom _{\operatorname {CRing} }(L,\mathbb {C} )}의 크기의 절반. 이는 복소켤레에 의하여 이는 항상 정수이다)를 {\displaystyle s_{\mathbb {C} }(L)}라고 하자. 그렇다면, 임의의 (영 아이디얼이 아닌) 아이디얼 {\displaystyle {\mathfrak {a}}\subseteq {\mathcal {O}}_{L}}에 대하여, 다음 부등식이 성립한다.:35, Lemma I.6.2
{\displaystyle \left({\frac {\pi }{2}}\right)^{s_{\mathbb {C} }(L)}\leq {\frac {{\sqrt {\left|\Delta _{L}\right|}}\operatorname {N} _{{\mathcal {O}}_{L}/\mathbb {Z} }({\mathfrak {a}})}{\min _{a\in {\mathfrak {a}}\setminus \{0\}}|\operatorname {N} _{L/\mathbb {Q} }(a)|}}}
여기서 {\displaystyle \Delta _{L}}은 수체의 판별식을 뜻한다. 따라서, 이를 통하여 대수적 수체의 복소수 자리의 수의 상계를 얻을 수 있다.

## 역사
일반적인 데데킨트 정역에 대한 아이디얼 노름은 장피에르 세르가 정의하였다.:Proposition 1.5.14

## 같이 보기
- 체 노름
- 데데킨트 제타 함수